# Kaycee
Kaycee est une municipalité américaine située dans le comté de Johnson au Wyoming.
Lors du recensement de 2010, sa population est de 263 habitants. La municipalité s'étend sur 0,41 mille carré (1,06 km2).